# El Tejabán
El Tejabán es una localidad del estado mexicano de Guanajuato. Es parte del municipio de Guanajuato.

## Demografía
| Gráfica de evolución demográfica |
|                                  |

| Censo | Población |
| ----- | --------- |
| 1900  | 339       |
| 1910  | 349       |
| 1921  | 188       |
| 1930  | 267       |
| 1940  | 227       |
| 1950  | 347       |
| 1960  | 456       |
| 1970  | 478       |
| 1980  | 437       |
| 1990  | 664       |
| 2000  | 738       |
| 2010  | 939       |
| 2020  | 1 031     |